# Inwood, Warleigh
51° 22′ 08″ N, 2° 17′ 17″ O
Inwood, Warleigh est un site biologique d'intérêt scientifique particulier de 56,9 hectares situé dans le Wiltshire, depuis 1988.

## Sources
- Fiche de l'English Nature du site (consultée le 28 janvier 2013)